# Menares
Menares är ett släkte av skalbaggar. Menares ingår i familjen vivlar.
Kladogram enligt Catalogue of Life:
| Menares | \| \| Menares pilicornis \| \| \| \| |
|         | \| \| Menares pilicornis \| \| \| \| |
|         | Menares pilicornis                   |
|         |                                      |